# Herbert Brumm

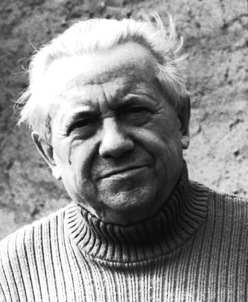
Herbert Werner Brumm (2012)

Herbert Werner Brumm, Pseudonym: Harry Bär (* 25. Oktober 1909 in Berlin-Rixdorf; † 15. Februar 1985 in Gramzow/Uckermark) war ein deutscher Schriftsteller und Fotograf.

## Leben und Wirken
Der Sohn eines Kaufmanns wuchs im Berliner Arbeiterbezirk Berlin-Rixdorf auf. Nach Abschluss der Realschule  absolvierte er eine Lehre als Textilkaufmann bei dem renommierten Berliner Stoffgeschäft „Seidenweberei Michels“. Nach Abschluss der Lehre arbeitete er in der Werbeabteilung seines Ausbildungsunternehmens, später wurde er Leiter dieser Abteilung. Nach Wehrdienst und amerikanischer Kriegsgefangenschaft zog er zu seinen Eltern nach Wolzig. Seit 1950 war er als Hörspielautor und als Publizist für die Urania tätig. Seine Schwerpunkte waren populärwissenschaftliche Jugendliteratur und heimatkundliche Aufsätze. 1955 wurde er Mitglied des Deutschen Schriftstellerverbandes (DSV, ab November 1973 Schriftstellerverband der DDR). Seit 1959 arbeitete Herbert Brumm freiberuflich als Fotograf in Schwedt. Schwerpunkt seiner Tätigkeit war die Dokumentation der Stadt Schwedt/Oder sowie die dort neu entstehende Industrie. 1965 zog er mit seiner Familie nach Schwedt/Oder. Seitdem nahmen die fotografischen Aufträge ein beträchtliches Volumen an, so dass für die schriftstellerische Tätigkeit kein Raum mehr blieb. In seiner fotografischen Tätigkeit fanden auch der Alltag und die Arbeitsbedingungen der Schwedter Bevölkerung Platz. 1967 zog der Naturliebhaber, um Abstand zur Stadt und zur Arbeit zu gewinnen nach Gramzow/Uckermark. Von Gramzow aus fotografierte er auch das sozialistische Vorzeigedorf Dedelow mit seiner modernen Landwirtschaft sowie andere Objekte im damaligen Kreis Prenzlau. Bis kurz vor seinem Tod war er für die Stadt Schwedt/Oder tätig.
Brumm war verheiratet und Vater einer Tochter.

## Ehrungen
Preisträger von fotografischen Wettbewerben im In- und Ausland

## Werke
- Der Zauberer von Menlo-Park. Berlin, Minerva-Verlag, 1948
- Thomas A. Edison, König der Erfinder., Stuttgart, Thienemann-Verlag 1953, 2. Auflage 1954
- Sensation aus Menlopark. Stuttgart, Thienemann-Verlag 1953
- Rosemarie Kiekindiewelt. Ein Buch für Eltern und solche, die es werden wollen. Neumann Verlag, Radebeul, 1957 (als Harry Bär)
- Sensation aus Menlo Park. Köln, Herbst-Verlag 1990, 2002 (Reprint der Ausgabe: Stuttgart, Thienemann-Verlag 1954)
- Fridtjof Nansen. Berlin, Kinderbuchverlag 1964, 2. Auflage 1967